# Mont Asgard
Le mont Asgard est une montagne située dans le parc national d'Auyuittuq sur l'île de Baffin dans le territoire canadien du Nunavut.
C'est un lieu d'ascension de big wall.

## Toponymie
Avec d'autres sommets des monts Baffin (monts Odin et Thor), son nom est issu de la mythologie scandinave. Asgard est le royaume des dieux.

## Géographie
La montagne possède deux sommets de forme aplatie culminant à 2 015 mètres.
Après le mont Odin, c'est la seconde montagne la plus élevée des monts Baffin, qui s'inscrivent eux-mêmes dans la cordillère Arctique.

## Alpinisme
- 1953 - Première ascension (pic Nord) par J. Weber, J. Marmet, H. Röthlisberger
- 1971 - Pic Sud par G. Lee, R. Wood, P. Clanky, J. Pavur, Y. Kamisawa et P. Koch
- 1971 - Ascension par le pilier est par Mike Burke, lors de l'expédition de Doug Scott en Terre de Baffin